# Cratere Besgun
Besgun è un cratere sulla superficie di Giapeto.